# فرس (اسطوره)
فرس (به یونانی: Φέρης) یکی از اسطوره‌های یونانی است. او فرزند کِرِدئوس و تیرو، برادر آیسون و آمیتیان و بنیان‌گذار شهر فرای بود.